# Wiesen-Schwingel
Der Wiesen-Schwingel (Festuca pratensis [feˈstuːka praːˈteːnsɪs], Syn.: Lolium pratense (Huds.) Darbysh.) ist eine Pflanzenart aus der Gattung Schwingel (Festuca) innerhalb der Familie der Süßgräser (Poaceae). Dieses formenreiche Wiesengras und Obergras ist im Wirtschaftsgrünland ein weit verbreitetes, weidefestes und vom Vieh gerne gefressenes Futtergras.

## Beschreibung

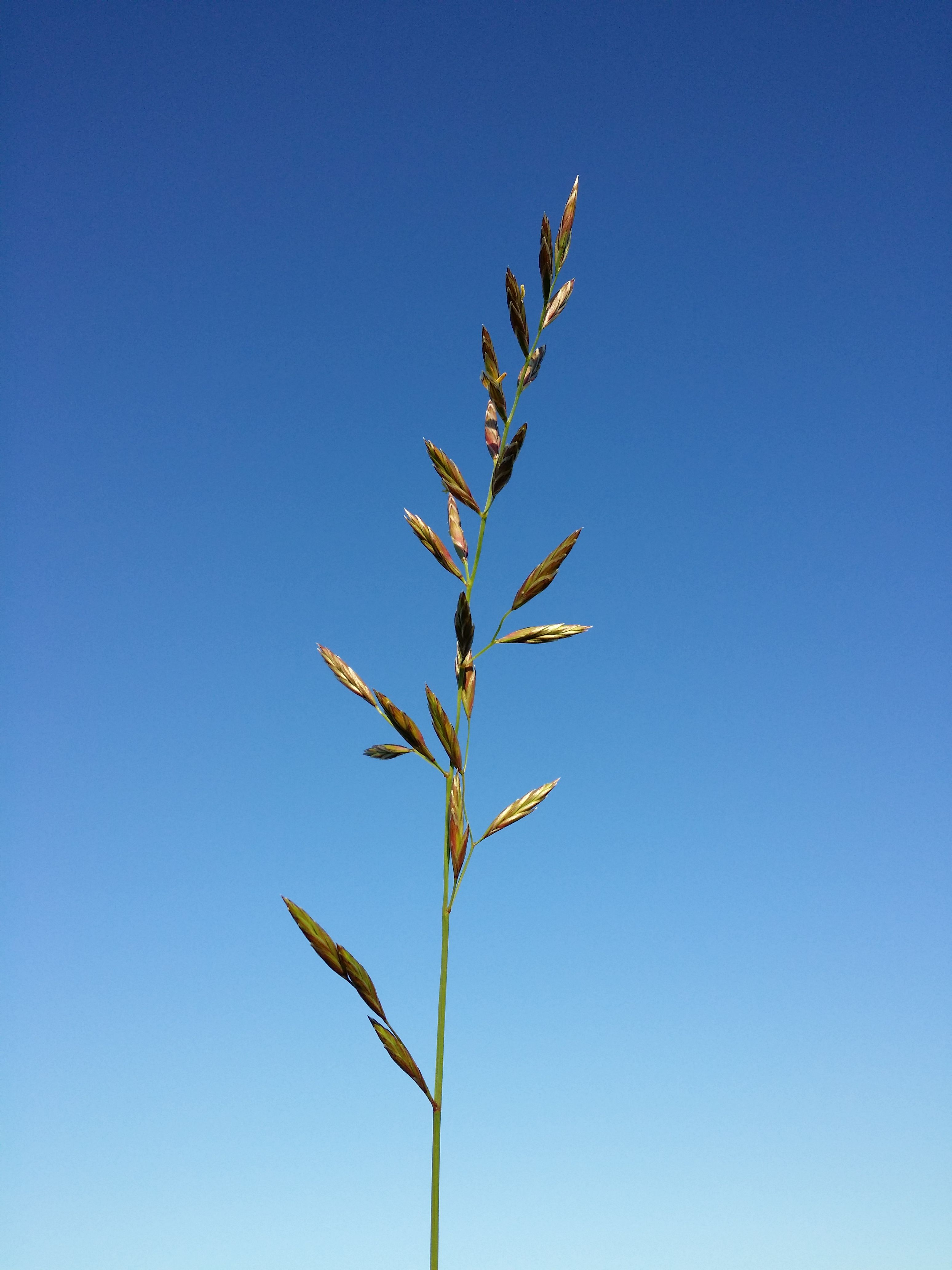
Blütenstand von Festuca pratensis subsp. pratensis

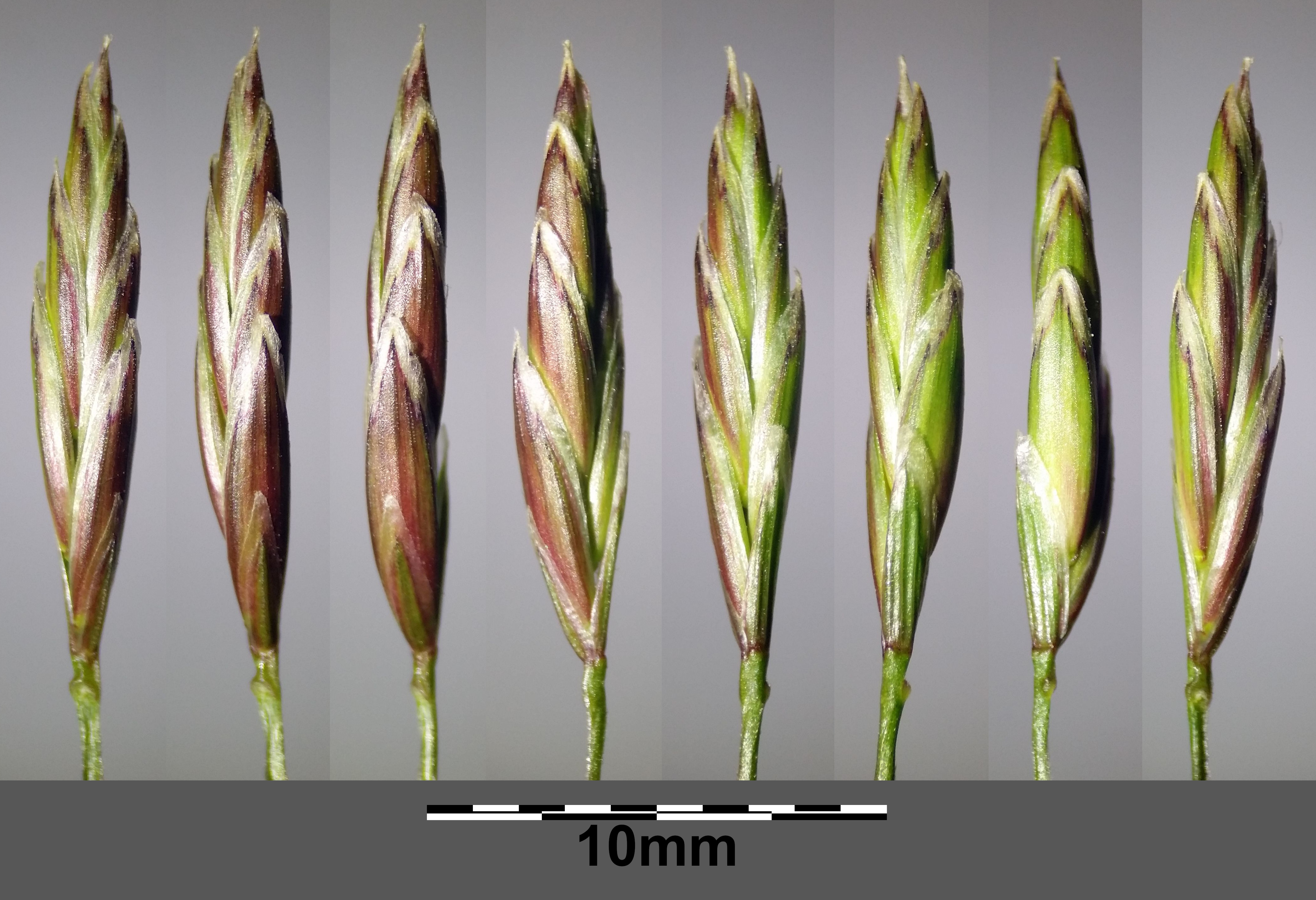
Ährchen von Festuca pratensis subsp. pratensis

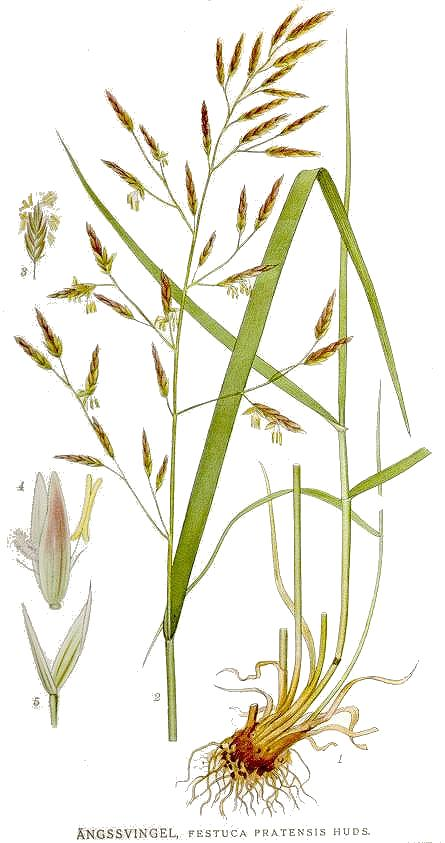
Illustration

### Vegetative Merkmale
Der Wiesen-Schwingel ist eine ausdauernde krautige Pflanze, die Wuchshöhen von 30 bis 120 Zentimetern erreicht. Mit kurzen Rhizomen bildet er lockere Horste und neigt kaum zu geschlossener Rasenbildung. Seine Halme wachsen aufrecht bis bogig aufsteigend.
Die kahlen Blattscheiden sind bis zur Basis offen und auf dem Rücken gerundet. Jene der Grundblätter sind braun und zerfasernd. Die dunkelgrünen Laubblätter werden 20 Zentimeter lang und bis 5 Millimeter breit. Sie sind schlaff und in eine feine Spitze verschmälert. Die Blattunterseite ist glänzend. Die Spreitenbasis trägt spitze Blattöhrchen. Die Blatthäutchen sind mit weniger als 1 Millimeter vergleichsweise kurz.

### Generative Merkmale
Die Blütezeit reicht von Juni bis Juli. Der rispige Blütenstand ist einseitswendig, aufrecht oder zuweilen etwas überhängend, bis zu 15 Zentimeter lang und erscheint mehr oder weniger zusammengezogen. Der kleinere der unteren Rispenäste trägt ein bis drei Ährchen. Die Ährchen enthalten sieben oder acht Blütchen, sind schmal-elliptisch, hell-grün manchmal purpurfarben überlaufen. Die Hüllspelzen sind lanzettlich und gestutzt. Die Deckspelzen sind breit-lanzettlich mit zugespitztem oberen Ende und ungekielt.
Die Chromosomenzahl beträgt 2n = 14.

## Vorkommen
Das ursprüngliche Verbreitungsgebiet des Wiesen-Schwingel umfasst Europa und das gemäßigte Asien bis Sibirien und zum Himalaja. Auch auf den Azoren kommt es vor. Es wurde nach Südwestasien, in die Neue Welt, Australien und Neuseeland eingeführt und ist seither fast weltweit verbreitet. In Europa kommt er in fast allen Ländern vor und fehlt nur in Nordmazedonien.
Der Wiesen-Schwingel kommt in Mitteleuropa allgemein sehr häufig vor. Er gedeiht in Mitteleuropa meist in luftfeuchten, nebel- und taureichen Lagen in Küstennähe oder in Tallagen. Er kommt bis in die montane Höhenstufe vor und dringt mit der Düngung durch die Landwirtschaft auch in die Hochalpen ein. Man findet ihn auf Wiesen und Weiden, selten unter Bäumen. Er gehört den frischen bis wechselfeuchten Pflanzengesellschaften des Grünlandes (Molinio-Arrhenatheretea) an.
Der Wiesen-Schwingel gedeiht in Mitteleuropa meist an feuchten bis wechselfeuchten, bei starker Wasserbewegung auch mäßig nassen Standorten und ist auf fruchtbaren und schwach verdichteten, humosen Böden wie Auelehmböden, Tonböden oder auch auf melioriertem Moorboden zu finden. Sandböden werden nur besiedelt, wenn sie kalkreich, durchfeuchtet und nährstoffreich sind. Saure, heiße, flachgründige rohhumusreiche Böden werden dagegen gemieden. Er ist winterhart, nicht salzempfindlich und übersteht auch längere Überstauung; längere Dürre oder starke Beschattung verträgt er jedoch nicht. In den Allgäuer Alpen steigt Festuca pratensis subsp. pratensis in Vorarlberg an der Bergstation der Kanzelwandbahn bis etwa 1900 Metern Meereshöhe auf. Festuca pratensissteigt in Graubünden am Puz de Grun bei Mundaun und im Kanton Wallis bei Saas-Fee bis 2000 Meter auf. Die Unterart Festuca pratensis subsp. apennina steigt in den Gurktaler Alpen an der Südwestseite des Gregerlnock bis 2200 Meter auf.
Die ökologischen Zeigerwerte nach Landolt et al. 2010 sind in der Schweiz: Feuchtezahl F = 3w (mäßig feucht aber mäßig wechselnd), Lichtzahl L = 4 (hell), Reaktionszahl R = 3 (schwach sauer bis neutral), Temperaturzahl T = 3 (montan), Nährstoffzahl N = 4 (nährstoffreich), Kontinentalitätszahl K = 3 (subozeanisch bis subkontinental), Salztoleranz = 1 (tolerant).

## Systematik
Die Erstveröffentlichung von Festuca pratensis erfolgte 1762 durch William Hudson in Flora Anglica, S. 37. Die Neukombination zu Lolium pratense (Huds.) Darbysh. wurde 1993 durch S. J. Darbyshire in Novon; a Journal for Botanical Nomenclature, Band 3, S. 242 veröffentlicht. Weitere Synonyme für Lolium pratense (Huds.) Darbysh. sind: Schedonorus pratensis (Huds.) P.Beauv.,Festuca elatior subsp. pratensis (Huds.) Hack.
Je nach Autor gibt es wenige Unterarten (Auswahl):
- Eigentlicher Wiesen-Schwingel (Festuca pratensis subsp. pratensis, Syn.: Lolium pratense subsp. pratense): Er kommt von Europa bis Sibirien und dem Himalaja vor und auch auf den Azoren.[2] Bei ihm ist die Deckspalze meist unbegrannt und die Blattspreite ist 3 bis 6 Millimeter breit.[7] Er gedeiht in frischen Fettwiesen und Weiderasen der kollinen bis montanen (und subalpinen) Höhenstufe.[7]
- Apenninen-Wiesen-Schwingel (Festuca pratensis subsp. apennina (De Not.) Hackel ex Hegi, Syn.: Lolium pratense subsp. apenninum (De Not.) Banfi, Bracchi & Galasso, Lolium apenninum (De Not.) Ardenghi & Foggi; Festuca apennina De Not.): Bei ihm sind die Deckspelzen begrannt und die Granne wird bis halb so lang wie die Deckspelze.[5] Die Blattspreite ist 4 bis 10 Millimeter breit.[7] Er kommt in Frankreich, Deutschland, Italien, in der Schweiz, in Österreich, Polen, Ukraine, Rumänien, Griechenland und im frühere Jugoslawien vor.[2] Er gedeiht in Hochstaudenfluren, in Grünerlengebüsch, auf Wiesen in der montanen bis subalpinen Stufe.[7]

### Hybride
Der Wiesen-Schwingel hybridisiert mit dem Deutschen Weidelgras (Lolium perenne) zum Gattungsbastard Gewöhnlicher Schwingel-Lolch, auch Schweidel genannt (×Festulolium loliaceum (Huds.) P.Fournier). Der Name 'Schweidel' ist eine Bildung aus Schwingel (Festuca) und Weidelgras (Lolium).
Mit Lolium arundinaceum bildet Lolium pratense die Hybride Lolium ×aschersonianum (Dörfler) Banfi, Galasso, Foggi, Kopecky & Ardenghi.

## Verwendung und Anbau
Der Wiesen-Schwingel gehört zu den wertvollsten Futtergräsern des Grünlandes, ist weidefest und wird von allen Tieren gerne gefressen. Er bringt nach der Ansaat jedoch erst im zweiten oder dritten Jahr den vollen Ertrag und wird je nach Saatmischung oder Artenzusammensetzung bis dahin leicht von raschwüchsigen Arten (Weidelgras, Knaulgras, Glatthafer) verdrängt. Er eignet sich am besten für nasse Wiesen mit einem langlebigen Klee-Gras-Gemisch mit einem geringen Anteil an Weidelgras (Lolium). Er wird durch Nässe, Beweidung und Mahd gefördert; bei zu hoher Stickstoffdüngung durch schnellwüchsige Arten dagegen verdrängt.